# Waimes
Waimes (germană Weismes, valonă Weismes) este o comună francofonă din regiunea Valonia din Belgia. Comuna este formată din localitățile Waimes, Faymonville, Robertville, Outrewarche, Sourbrodt, Ovifat, Walk, Bruyère, Champagne, Gueuzaine, Libomont, Steinbach, Remonval, Thirimont și Ondenval. Waimes este una dintre comunele belgiene cu facilități lingvistice pentru populația germanofonă, fiind vecină cu comune ce fac parte din comunitatea germanofonă din Belgia și fiind situată lângă frontiera cu Germania. Împreună cu comuna învecinată Malmedy, sunt singurele comune din Cantoanele din Est majoritar francofone.
Suprafața totală este de 96,93 km². La 1 ianuarie 2008 comuna avea o populație totală de 6.816 locuitori. 